# Eupelycosauria
Los eupelicosaurios (Eupelycosauria) originalmente se referían a un suborden de pelicosaurios, pero fue redefinido para designar un clado de sinapsidos que incluye la mayoría de los pelicosaurios y todos los terápsidos y mamíferos. 
Los primeros aparecieron durante el Pensilvánico Temprano (por ejemplo: Archaeothyris, y tal vez un género anterior (Protoclepsydrops), y representa una de las múltiples etapas en la adquisición de características similares a los mamíferos, a diferencia de sus primeros ancestros amniotas. Las características que los distinguían de los Caseasauria (también pelicosaurios) están basadas en diferencias de proporción de algunos huesos de su cráneo. Estas comprendían un hueso supratemporal angosto (a diferencia de los caseasaurios en los cuales este hueso es casi tan ancho como largo), y un hueso frontal con una conexión más ancha hacia la margen superior de la órbita.

## Evolución
Muchos de los eupelicosaurios no terápsidos, fueron los animales terrestres dominantes desde el Carbonífero tardío hasta el Pérmico temprano. Los ofiacodóntidos fueron comunes desde su aparición, en el Carbonífero tardío (Pensilvánico) hasta el Pérmico temprano, pero se tornaron progresivamente escasos en cuanto avanzó el Pérmico temprano. Los edafosáuridos, junto con los Caseideos, fueron los herbívoros dominantes en el Pérmico temprano, oscilando desde el tamaño de un cerdo al tamaño de un rinoceronte. El edafosaurio más conocido es el Edaphosaurus, un gran herbívoro de 3.0 a 3.7 metros de largo, que tenía una aleta en la espalda, probablemente usada para regulación del calor y apareamiento. Los esfenacodóntidos, una familia de carnívoros eupelicosaurios, incluido el famoso Dimetrodon, el cual es confundido en ocasiones con un dinosaurio, fueron los depredadores más grandes del periodo. Al igual que Edaphosaurus, Dimetrodon también tenía una vela distintiva sobre su espalda, la cual probablemente cumplía el mismo propósito de regular la temperatura. Los varanópidos se parecían un poco a los integrantes de la familia Varanidae actual y pudieron haber tenido el mismo estilo de vida.
Los terápsidos descendían de un clado estrechamente relacionado con los esfenacodóntidos. Estos se hicieron los animales terrestres más exitosos y dominantes durante el Pérmico desde su aparición y en la etapa tardía del Triásico, dando origen a los primeros mamíferos. Todos los pelicosaurios no terápsidos, así como otras formas de vida, se extinguieron en la extinción masiva del Pérmico-Triásico.

## Taxonomía

### Clasificación
- Series Amniota
  - CLASE SYNAPSIDA *
    - Orden Pelycosauria *
      - Suborden Caseasauria
      - Suborden Eupelycosauria *
        - Familia Edaphosauridae
        - Familia Lupeosauridae
        - Familia Ophiacodontidae
        - Familia Varanopseidae
        - (no clasificado) Sphenacodontia *
          - Familia Sphenacodontidae

    - Orden Therapsida *

  - Clase MAMMALIA